# 전성설
전성설(preformationism, 前成說)은 전개설(展開說)이라고도 하며, 수정란이 발생하여 성체가 되는 과정에서 개개의 형태, 구조가 이미 알 속에 갖추어져 있어 발생하게 될 때 전개된다는 학설로 발생에 따라 개체가 점차 생겨난다는 후성설(epigenesis)에 대응되는 말이다.

## 개관
생물체의 형상이 발생 이전의 난자 또는 정자 시기 때부터 이미 완성되어 있다는 주장으로 예전에는 난자나 정자같이 눈에 보이지 않을 정도로 작고 단순한 형태가 일정한 형태의 성체로 되는 것은 불가사의하고 이해하기 어려운 것이었다. 따라서 전성설을 주장하는 학자들은 이미 정자와 난자 안에 성체의 축소형, 곧 호문쿨루스(homunculus)가 존재하며 단지 성장을 통해 개체가 만들어진다고 주장하였다. 이들은 성체의 모든 기관들은 이미 정자와 난자에 축소형으로 존재하고 있으며 따라서 개체는 발생하는 것이 아니라 부풀어 커지는 것, 즉 성장하는 것이라고 주장하였다.

## 전성설의 부류
1677년 정자가 발견된 이래 전성설을 주장하는 학자들은 두 부류로 나뉘는데, 정자론자(spermist)와 난자론자(ovist)들이 바로 그들이다. 정자론자들은 정자 안에 성체의 축소형이 존재한다고 주장한데 반해, 난자론자들은 난자 안에 성체의 축소형, 호문쿨루스(homunculus)가 존재한다고 주장하였다. 난자론자에는 마르첼로 말피기, 르네 앙투안 페르쇼 드 레오뮈르, 샤를 보네(Charles Bonnet), 알브레히트 폰 할러(Albrecht von Haller), 라차로 스팔란차니가 있고, 정자론자에는 안토니 판 레이우엔훅(Antonie van Leeuwenhoek), H. 부르하페 등이 있다. 1745년 보네가 발견한 진딧물의 단위발생은 난자론자들에게 승리를 안겨주었으나, 카스파르 프리드리히 볼프의 발생론에 의한 후성설(epigenesis)로 인해 자취를 감추게 되었다.

## 전성설에서의 유전원리
전성설에서의 유전원리는 곧 모든 형질이 한쪽 부모로부터 유전됨을 의미한다. 즉 호문쿨루스(homunculus)가 정자 안에 존재한다면 아버지로부터 모든 형질이 유전될 것이며, 반대로 난자 안에 존재한다면 어머니로부터 모든 형질이 자손에게 유전된다고 주장하였다. 그 자손이 양쪽 부모의 형질을 모두 가지는 수많은 관찰결과가 있었음에도 불구하고 17세기에서 18세기까지 전성설의 개념은 매우 일반적으로 통용되었다.

## 전성설의 발달

### 철학적 발달
전성설적 사상은 그리스 시대부터 존재하여 왔으며, 피타고라스는 최초로 자손의 생물학적 생산, 곧 발생의 원리를 연구한 사람 중 하나였다. 그는 남성은 그들의 자손의 필수적인 특성들에 공헌하는 반면에 여성들은 오직 물질적 기질에만 기여한다고 주장하였다. 이러한 피타고라스의 이론은 아리스토텔레스에게 깊은 영향을 주었는데, 아리스토텔레스는 “배는 형체가 미리 형성되어 있어서 발생중에는 단지 커질 뿐인가? 아니면 형체가 없는 상태로부터 분화하는 것인가?”라는 의문을 던지며 전성설과 후생유전학의 주장을 모두 제기하였다. 이후 Galen과 Realdo Colombo, Girolamo Fabrici은 아리스토텔레스의 이론을 발전시켜 17세기에는 전성설이 널리 알려지게 되었다.
갈릴레오와 뉴턴에 의해 제시된 과학적 시각과 데카르트주의(Cartesianism)는 전성설의 기계학적인 토대를 제공하였다. 이는 데카르트가 제안한 신의 간섭 없이 기계적인 성질을 무한히 쪼갤 수 있다는 원리뿐 아니라 당시의 계몽주의와도 전성설이 일치하는 바가 있음을 의미하는 것이었다. 또한 당시의 기술적 제한으로 인하여 후성설에 대한 설명은 불가능하였으며, 이미 형성된 성체의 축소형을 가정하는 것이 보다 간단하고 편리하였기 때문으로 일부 자연학자들은 실제로 난자에서 이미 형성된 동물의 축소형(animalcules)과 씨앗 내에서 식물의 축소형을 관찰하였다고 주장하였으며, 호문쿨루스라는 용어가 수정과 발생의 논의에 사용되기 시작하였다.

### 역사적 발달
1677년 네덜란드의 미생물학자 레벤후크가 30여종의 생물의 정자를 관찰한 이후, 1694년에 하르트수커(Nicolaas Hartsoeker)는 그의 광학론(Essai de Dioptrique)에 정자 안에 웅크리고 있는 조그만 인간의 형태를 그린 이미지를 사용하였는데, 이 이미지는 현재 호문쿨루스로 불리며 전성설 이론의 대표적인 아이콘이 되어 배아발생학의 역사를 다루는 거의 모든 교재에 쓰이고 있다.

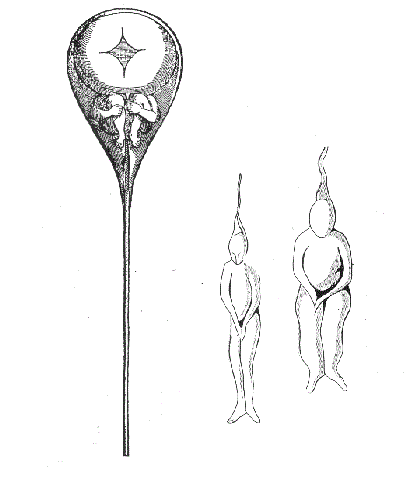
1695년 N. Hartsoecker에 의해 그려진 호문쿨루스(homunculus)

한편, 철학자였던 말브랑슈는 전성설을 기독교 신앙과 과학이 융합된 것으로 보았으며 최초로 각 배아는 러시아 인형(마뜨료쉬까 인형)(Matryoshka)과 같이 더 작은 배아를 무한히 가져야 한다는 가설을 주장한 사람이었다. 그는 “정자와 난자 안에는 식물과 동물의 무한한 시리즈가 존재하며, 이는 충분한 기술과 경험을 가진 자연학자에 의해서만 관찰될 수 있다.”고 하였으며, 현미경으로 더 작은 동물과 식물을 볼 수 있다면 이러한 작은 축소형을 관찰할 수 있을 것이라고 주장하였다. 그는 또한 우리는 이미 닭의 배아, 개구리의 알을 통해서도 알 수 있듯이 “인간과 동물의 모든 기관은 이미 세상의 만들어짐과 동시에 형성되었다.”고 주장하였다.
이후, 17세기 후반에 아로마타리(Joseph de Aromatari)와 말피기, 스와메르담(Jan Swammerdam)은 현미경을 사용하여 수많은 관찰을 시행하였고, 전성설의 이론을 더욱 정교화하였다.
18세기에, 일부 학자들이 동물의 정자가 동물의 성체와 같이 행동한다고 믿었으며 그러한 관찰결과를 기록하였지만, 일부 전성설을 주장하는 학자들은 생식 세포 안에서 축소된 생물체를 보았다고 주장하였다. 그러나 18세기에 들어 전성설은 과학, 종교 및 철학을 반영한 결과로 여겨지기 시작하였으며, 정자론자들은 그들의 이론을 설명하는 데 더 추상적인 논의를 사용하기 시작하였다. 아트뤼(Jean Astruc)은 자손의 형질을 결정하는데 정자가 중요한 역할을 하며, 뷔퐁(Buffon)과 모로(Pierre Louis Moreau) 역시 이러한 현상을 설명할 수 있는 이론을 주장하였다.
18세기는 전성설, 특히 난자론이 발생에 있어 지배적인 시기였는데, 비록 전성설이 자연발생설이나 후성설과 경쟁적인 위치에 놓여있기는 하였지만 이들 두 이론은 신의 개입 없이는 생명체가 생겨날 수 없다는 기존의 종교적 사고에 의해 거부되었다.

## 전성설과 후성설

### 전성설의 오류와 부정

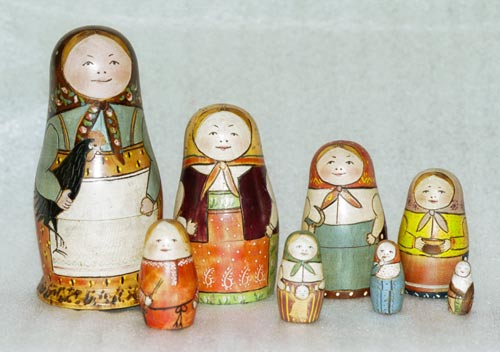
러시아 인형, 마트료쉬카

전성설, 특히 정자 안에 호문쿨루스(homunculus)가 존재한다는 정자론자들의 주장은 소위 러시아 인형 패러독스(paradox of Russian Doll)로 반박되었다. 이는 인간의 정자 속에 인간의 형태가 들어가 있다면 매우 긴 세월동안 지속되어 온 인간의 역사를 고려해 볼 때, 그리고 앞으로도 장구한 세월동안 지속된다고 보면 정자 안에는 엄청나게 많은 인간의 축소형이 존재하여야 하지만 인형 속에 들어갈 수 있는 인간의 축소형의 수는 제한되어 있다는 것이다.
또한 전성설은 세대 간의 변화가 없음을 강조하는 보수적인 이론으로 전성설로는 유전적인 변이로 인한 진화와 돌연변이를 설명할 수 없다는 오류가 있다. 곧 전성설에 따르면 생물체는 이미 완성되어 있는 형태로 존재하므로 돌연변이와 진화는 일어날 수 없기 때문이다.

### 후성설의 제기와 세포설
상트페테르부르크의 독일 발생학자 카스파르 프리드리히 볼프는 후성설을 다시 제기하였다. 그는 닭 배아의 발생과정을 관찰한 결과 각 기관은 성체와는 무관한 조직에서 만들어진다고 주장하였다. 전성설에 따르면 배아 발생 초기에 존재한다고 한 심장과 혈관은 배아에서 새로 형성되고, 소화관 역시 원래 편평한 조직이 접히면서 만들어진다고 하였다. 그는 이 관찰을 다음과 같이 기술하였다. “이처럼 창자의 형성이 제시간에 만들어지는 것으로 보아 나는 의심할 여지없이 후성설이 옳다고 믿는다.” 하지만 볼프는 개체가 매 세대 새로운 기관을 만드는 것을 설명하고자 미확인 힘인 '본질적인 힘'(vis essentialis)을 도입하였다. 그는 중력과 자기장처럼 자연의 법칙을 따라 작용하는 생기력이 배아의 발생을 조직화할 것이라고 하였다.
18세기 후반과 19세기의 자연학자들은 볼프의 사상을 받아들였으나, 19세기 중엽 세포설이 출현하고 나서야 비로소 후성설이 널리 인정받게 되었다.

## 참고 문헌
1. 1 2  Scott F. Gilbert, 발생생물학, 8판, 라이프사이언스, 2007.
2. ↑  Benjamin A. Pierce, Genetics : A Conceptual Approach, W.H. Freeman & Company, 2008.
3. 1 2  Magner, Lois. A History of the Life Sciences. New York: Marcel Dekker, Inc, 2002
4. ↑  Clara Pinto Correia, The Ovary of Eve: Egg and Sperm Preformation, Chicago: University of Chicago Press, 1997. ISBN 0-226-66952-1
5. ↑  Nicolas Malebranche, De la recherche de la vérité (The Search After Truth), book I, chapter VI, first section (1674-1675)